# Bernard Pluchet
Bernard Émile Pluchet, né le 1er janvier 1903 au Coudray-Montceaux (Essonne) et mort le 8 septembre 1981 à Bois-Guillaume (Seine-Maritime), est un homme politique français.

## Biographie
Arrière-arrière-petit-fils de Vincent Charlemagne Pluchet et père d'Alain Pluchet, il fut maire de Saussay-la-Campagne et député de l'Eure de 1951 à 1955.
Il était également président de la Fédération départementale des syndicats d'exploitants, ainsi qu'administrateur de nombreuses organisations agricoles.